# Nové Mesto nad Váhom (stacja kolejowa)
Nové Mesto nad Váhom (słow: Železničná stanica Nové Mesto nad Váhom) – stacja kolejowa w miejscowości Nowe Miasto nad Wagiem, w kraju trenczyńskim, na Słowacji.
Znajduje się na zelektryfikowanej linii 120 Bratislava – Žilina.

## Linie kolejowe[1]
- Linia 120 Bratislava – Žilina
- Linia 121 Veselí nad Moravou – Nové Mesto nad Váhom